# Provideo Colombia
Provideo Colombia es una compañía dedicada a la producción y posproducción de televisión comercial. También se dedica al doblaje al español neutro y al subtitulaje. Esta compañía con múltiples facetas está ubicada en Bogotá, Colombia.
Trabaja actualmente para importantes canales internacionales como Cartoon Network, National Geographic Channel, Nickelodeon, Discovery Kids y Studio Universal. 

## Historia
La compañía Productora de Video Provideo S.A. fue fundada en el año 1980. Empezó como productora de televisión pero esta industria les mostró diversos campos en los cuales incursionar, por lo cual la compañía decidió abrir fronteras y crear una división internacional dedicada a la comercialización de servicios de doblaje al español, para más adelante involucrarse también en el campo del subtitulaje. Al ganar experiencia en el diseño y desarrollo de programación comercial la empresa se convirtió en Empresa Concesionaria para Espacios de Televisión.
Esta combinación de ser programadores de televisión, consumidores de material extranjero y vendedores de doblaje al español, los colocó en una situación ventajosa para comenzar a distribuir material en el mercado colombiano, representando así a empresas en Estados Unidos, Europa, y Australia, entre otros.

## Trabajos más destacados
- Yu-Gi-Oh! 5D's
- Kiba
- Black Jack
- Idaten Jump
- Kaleido Star
- Speed Racer X
- Super Doll Licca Chan
- Huntik
- Rollbots
- Ryukendo
- Armor Hero
- Ultimate Muscle
- Trollz
- Mew Mew Power
- Leverage
- Cake TV
- Web Diver
- Zentrix
- Spy Groove
- Hunter x Hunter
- Sakura Wars
- G.I.:JOE SIGMA 6
- Fresita
- Daniel el Travieso
- Archie
- The Secret Show

### Documentales
- Descifrando el código Da Vinci
- La travesía de Alaska a Patagonia
- Megafábricas
- Peces monstruosos
- Perros extraordinarios
- Preso en el extranjero
- Revelaciones
- Tabú
- Un día después de Hiroshima
- No tan obvio